# Leiria (zespół miejski)
Leiria (port. Leiria ComUrb) – pomocnicza jednostka administracji samorządowej. W skład zespołu wchodzi 8 gmin (posortowane według liczby mieszkańców): Leiria, Pombal, Ourém, Marinha Grande, Porto de Mós, Batalha, Ansião oraz Alvaiázere. W roku 2001 populacja zespołu wynosiła 317 271 mieszkańców. Stolica oraz największym miastem jest Leiria.